# Мануель Арельяно
Мануель Арельяно (ісп. Manuel Arellano González; нар. 19 червня 1957, Ельда, Аліканте, Іспанія) — іспанський економіст, професор економіки Центру грошово-кредитних і фінансових досліджень, співавтор методу Ареллано-Бонда, який був розроблений в 1991 році, у 2013 — президент Європейської економічної асоціації, у 2014 — президент Економетричного товариства

## Біографія
Мануель народився 19 червня 1957 року в місті Ельда, провінції Аліканте, Іспанія.
Вищу освіту і ступінь бакалавра здобув 1979 року в Барселонському університеті, магістерський ступінь здобув 1982 року в Лондонській школі економіки і політичних наук, докторський ступінь з економіки здобув 1985 року в Лондонській школі економіки і політичних наук. Науковим керівником докторської дисертації «Оцінка і тестування динамічних економетричних моделей для панельних даних» був Денис Сарган.
Викладацьку діяльність розпочав на посаді помічника професора економетрики в Барселонському університеті в 1979—1981 роках, а в 1983—1985 роках науковим співробітником професора Дениса Саргана в Лондонській школі економіки і політичних наук, був науковим співробітником коледжу Наффілда, потім в 1985—1989 роках науковим співробітником в Інституті економіки та статистики при Оксфордському університеті, далі в 1989—1992 роках лектором економіки в Лондонській школі економіки і політичних наук. З 1991 року професор економетрики Центру грошово-кредитних і фінансових досліджень .
У 2000—2005 роках був членом редколегії, а у 2006—2008 роках співредактором журналу Journal of Applied Econometrics, з 2003 року редактор «Advanced Texts in Econometrics». У 1990—1991 роках — член редколегії, в 1991—1993 роках — помічник редактора, в 1994—1998 роках — керуючий редактор, в 1998—2003 роках — директор журналу Review of Economic Studies, член редакційної ради журналу «Investigaciones Económicas» в 1991—2000 роках і журналу «Revista Española de Economía» в 1991—1994 роках. У 1988—1989 роках був співредактором журналу «Oxford Bulletin of Economics and Statistics».

## Нагороди та визнання
- 1981: стипендія Caixa de Barcelona[en]
- 2012: King James I Prize for Economics
- 2014: член Американської академії мистецтв і наук[7]
- 2016: член Європейської академії
- 2018: Clarivate Citation Laureates[8]
- 2020: Премія короля Іспанії з економіки[de][9]

## Публікації

### Книги
- Panel Data Econometrics, Oxford University Press: Advanced Texts in Econometrics, Oxford, 2003.
- Microeconometric models and Fiscal Policy, Editor, Institute for Fiscal Studies, London, 1994.

### Статті
- Some Tests of Specification for Panel Data: Monte Carlo Evidence and an Application of Employment Equations, Review of Economic Studies, Volume 58, Issue 2, pp. 277—297 (with S. Bond).
- Panel Data Models: Some Recent Developments. Included in the book: J.J. Heckman and E. Leamer (eds.): Handbook of Econometrics, Volume 5, Chapter 53, North-Holland, 2001 (with B. Honoré).
- The Time Series and Cross-Section Asymptotics of Dynamic Panel Data Estimators, Econometrica (with J. Alvarez).